# 대니얼 체스터 프렌치
대니얼 체스터 프렌치(영어: Daniel Chester French, 1850년 4월 20일~1931년 10월 7일)는 미국의 조각가이다. 19세기 후반과 20세기 초반에 활동했으며 대표적인 작품으로 1874년 매사추세츠주 콩코드에 있는 조각상인 《미닛맨》과 1920년 워싱턴 D.C.의 링컨 기념관에 있는 《에이브러햄 링컨 조각상》이 있다.

## 어린 시절과 교육
프렌치는 1850년 4월 20일 뉴햄프셔주 엑서터에서 4형제 자매 중 막내로 태어났으며, 그의 어머니는 뉴햄프셔주 대법원장인 윌리엄 머천트 리처드슨(1774-1838)의 딸인 앤 리처드슨(1811-1856)이고, 아버지는 변호사, 판사, 미국 재무부 차관보이자 프렌치 드레인을 설명한 책의 저자인 헨리 플래그 프렌치(1813-1885)이다. 그의 형제 자매는 Henriette Van Mater French Hollis(1839–1911), Sarah Flagg French Bartlett(1846–1883), 그리고 엔지니어인 윌리엄 M. R. 프렌치(1843–1914)이다. 그는 또한 미국의 상원의원 헨리 F. 홀리스의 삼촌이었다.
1867년에 프렌치는 그의 가족과 함께 매사추세츠주 콩코드로 이사했다. 그곳에서 프렌치는 랠프 월도 에머슨과 아모스 브론슨 알코트의 이웃이자 친구가 되었다. 프렌치는 소설가 루이자 메이 올컷의 여동생인 화가 애비게일 메이 올컷의 영향을 받아 조각가가 되기로 결심했다.
프렌치는 초기에 미국의 예술가인 윌리엄 림머로부터 해부학을, 윌리엄 모리스 헌트로부터 그림을 배웠다. 프렌치는 매사추세츠 공과대학에서 1년을 공부했고, 또한 이탈리아 피렌체에서 조각가 토마스 볼의 스튜디오에서 몇 년을 공부했다. 프렌치가 처음으로 찬사를 받게 된 작품은 콩코드시의 의뢰로 제작된 《미닛맨》으로, 이 조각상은 렉싱턴 콩코드 전투 100주년을 맞아 1875년 4월 19일에 일반에 공개되었다.

## 경력 및 생애

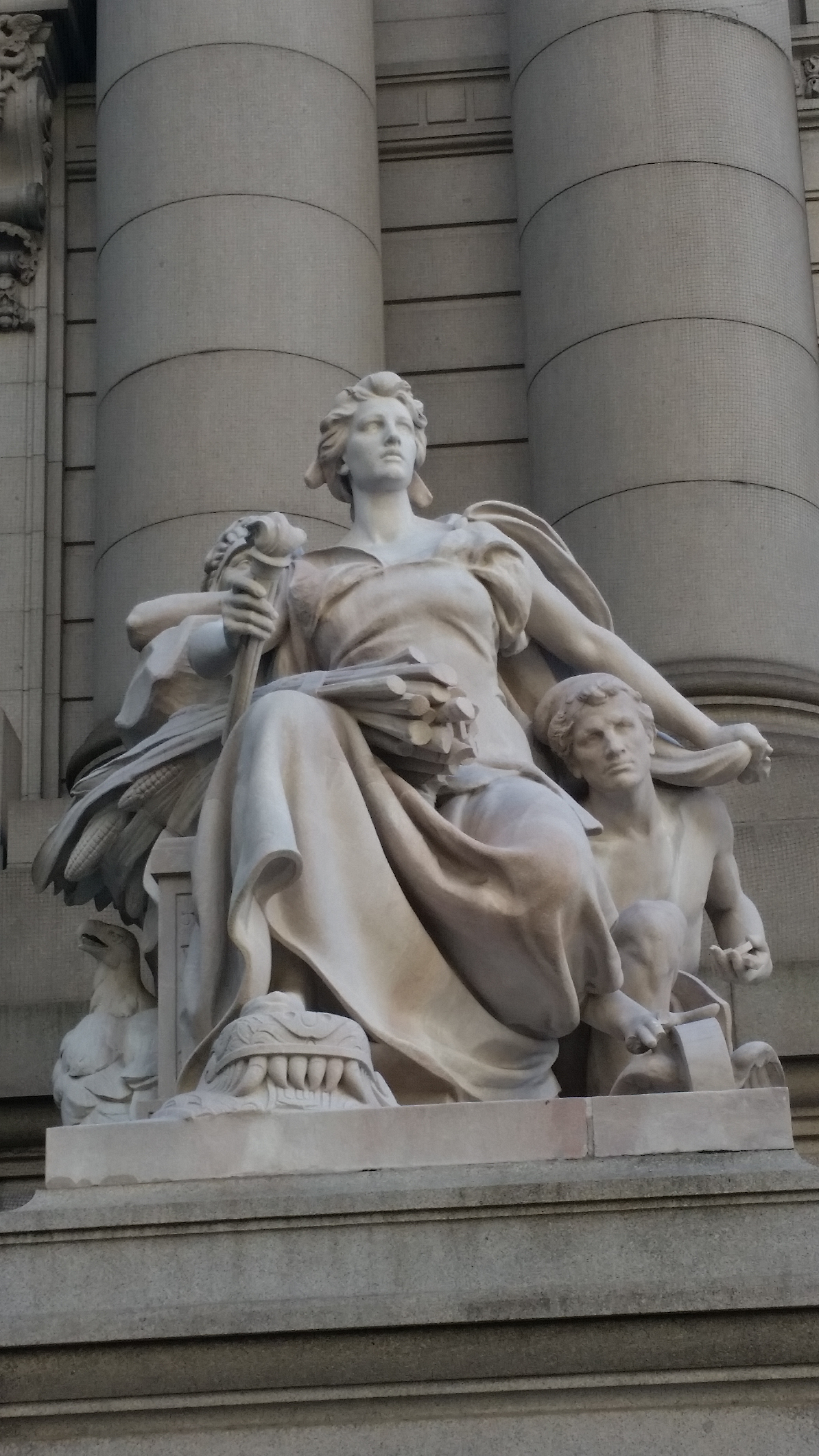
뉴욕 알렉산더 해밀턴 미관세청의 《4대륙》 조각상 중 〈아메리카〉 조각상

프렌치는 워싱턴 D.C.에 자신의 스튜디오를 설립했고, 이후 보스턴으로 이전한 후 뉴욕으로 옮겼다. 1893년, 시카고에서 열린 세계 컬럼비아 박람회를 위해 《공화국 동상》(Statue of the Republic)을 제작하면서 프렌치의 명성이 높아지게 되었다. 프렌치의 또 다른 작품으로는 워싱턴 D.C.에 있는 《제1 사단 기념비》와 《버트-밀레 기념 분수》, 매사추세츠주 케임브리지에 있는 《존 하버드 동상》, 보스턴 공공도서관의 청동 문, 뉴욕에 있는 미국 세관(현재 알렉산더 해밀턴 미관세청)의 《4대륙》 등이 있다. 링컨 기념관 외에도 프렌치는 건축가 헨리 베이컨과 협력하여 전국의 수많은 기념관과 워싱턴 DC의 듀폰트 서클의 분수대를 제작했다.

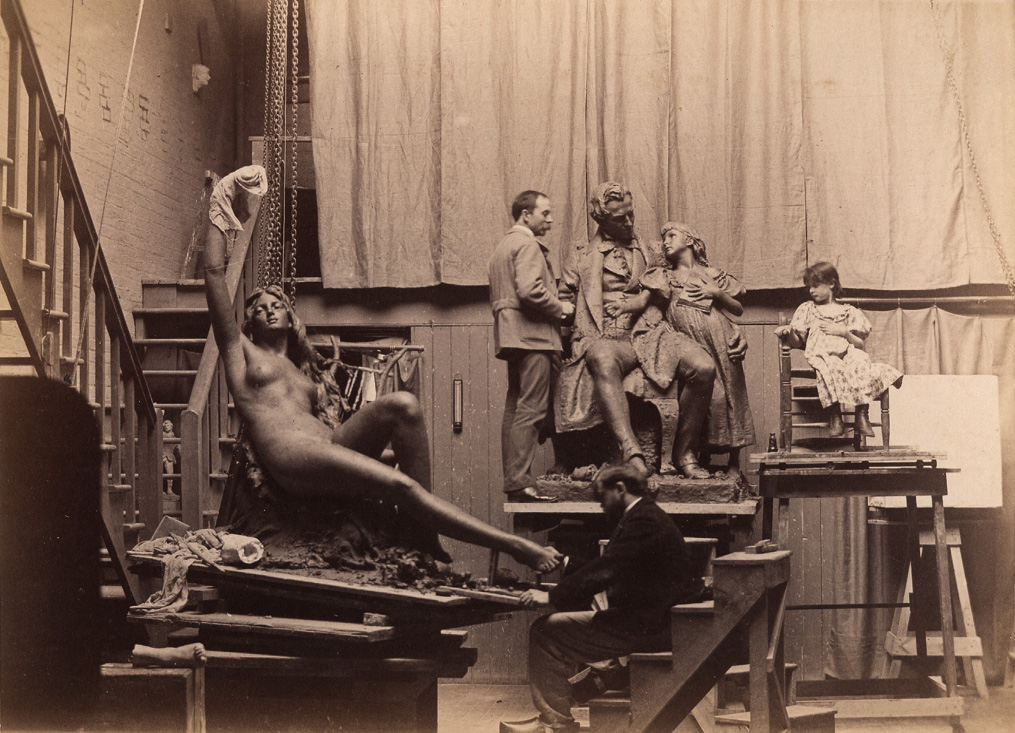
자신의 스튜디오에서 토마스 홉킨스 갤러뎃과 앨리스 코그스웰 조각상을 보고 있는 프렌치, 1889년경

1893년에 프렌치는 미국 조각 협회의 창립 멤버였으며 1913년에는 미국 예술 과학 아카데미의 회원이 되었다. 이 기간 동안 그는 뉴욕 미술학생연맹에서 강사로 재직하면서 1890년과 1898년에 학생들에게 조각을 가르쳤다. 프렌치는 또한 국립 디자인 아카데미(1901년), 미국 예술 문학 아카데미(1917년 조각 부문 금상 수상), 뉴욕 건축 연맹, 로마의 아카데미아 디 산 루카의 회원이 되었다. 그는 뉴욕시의 메트로폴리탄 미술관의 이사였으며, 로마 미국 아카데미의 공동 창립자이기도 했다. 그는 프랑스 레지옹 도뇌르 훈장을 받았으며, 1900년 파리 만국 박람회에서 명예 훈장을 받았다. 또한, 다트머스, 예일, 하버드, 컬럼비아 대학에서 명예 학위를 받았다. 그는 1910년부터 1915년까지 미국 미술위원회의 창립 멤버로 활동했으며 1912년부터 1915년까지는 위원장을 맡기도 했다.
1917년 프렌치와 그의 동료인 헨리 어거스트 루크만은 퓰리처상 수상자들에게 수여되는 금메달을 디자인했다. 프렌치는 메달의 벤저민 프랭클린이 그려진 메달의 한 면을 디자인했고 루크만은 인쇄기의 상징적인 디자인과 메달의 문구("올해 미국 신문이 사심 없고 공로 있는 공공 서비스에 대해...")를 만들었다. 또한 프렌치는 에드워드 클라크 포터와 협력하여 "파리 워싱턴 동상 건립을 위한 미국 여성 협회"라는 단체의 의뢰로 조지 워싱턴 동상을 제작하여 1900년 프랑스 파리의 이에나 광장에 공개했다. 이외에도 공공미술협회(구 페어마운트 공원 예술 협회)의 의뢰로 필라델피아의 페어마운트 공원에 제작한 율리시스 S 그랜트 동상, 그리고 보스턴에 있는 조셉 후커의 승마 동상을 만들었다.
프렌치는 모델이자 여배우 오드리 먼슨과 헤티 앤더슨을 모델로 자주 고용했다. 그는 예술가이자 발명가인 월터 레이턴 클라크 등과 함께 버크셔 극장(Berkshire Playhouse)의 창립자 중 한 명이었으며 이는 후에 버크셔 극장 페스티벌(Berkshire Theatre Festival)이 되었다. 프렌치의 딸 마가렛 프렌치 크레송도 가끔 그의 모델이 되었는데, 그의 희귀한 초상화 모델이 되기도 했으며, 후에 아버지를 따라 조각가로서 이름을 알리기도 했다. 1917년 하버드 대학은 프렌치에게 명예 예술학 석사 학위를 수여하면서 그를 "친구의 묘사와 달리 그의 숙련된 손은 멈추지 않고 보존되어 그의 예술을 창조함으로써 우리 땅을 장식하는 조각가"라고 소개하며 에머슨 동상을 언급했다. 프렌치가 가르친 제자 중에는 조각가 이디스 하울랜드도 있었다.
프렌치는 1931년 매사추세츠주 스톡브리지에서 81세의 나이로 사망했으며 콩코드의 슬리피 할로우 묘지에 안장되었다.

## 유산

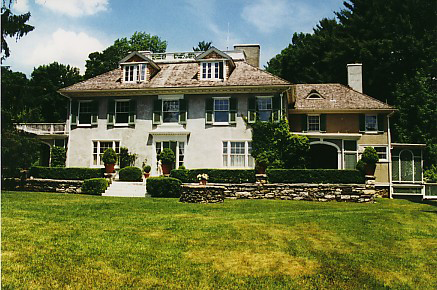
매사추세츠주 스톡브리지의 체스터우드 스튜디오는 프렌치의 여름 별장이자 스튜디오 및 정원으로, 현재는 국립역사보존신탁(National Trust for Historic Preservation)의 부지로 사용되고 있다.

- 프렌치의 여름 별장 겸 스튜디오인 체스터우드는 건축가 친구이자 자주 협력했던 헨리 베이컨이 설계했으며 현재는 국립역사보존신탁(National Trust for Historic Preservation)이 소유하고 운영하는 역사적 장소이다.[16]
- 프렌치가 사망한 후 1940년에 프렌치는 35개 우표로 구성된 "유명한 미국인" 시리즈에서 영예를 안은 5명의 예술가 중 한 명으로 선정되었다.[17]
- 2022년에 개봉된 《대니얼 체스터 프렌치: 미국 조각가》는 다큐멘터리 감독 에두아르도 몬테스-브래들리가 체스터우드 및 국립역사보존신탁과 협력하여 제작한 다큐멘터리 영화이다.
- 체스터 프렌치는 대니얼 체스터 프렌치의 이름을 딴 미국의 인디 밴드이다.

## 작품

### 공공 기념물

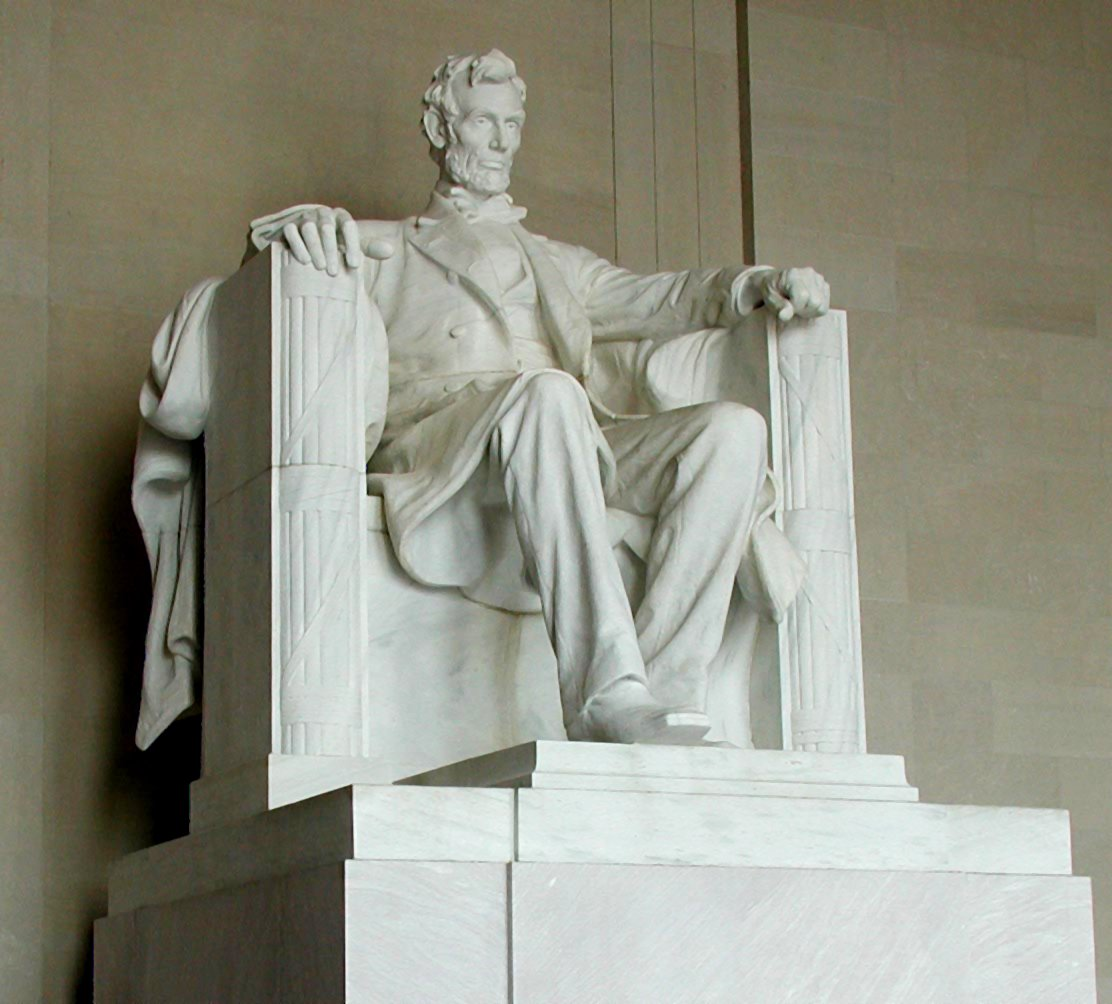
워싱턴 D.C. 링컨 기념관에 있는 《에이브러햄 링컨 조각상》(1920년)
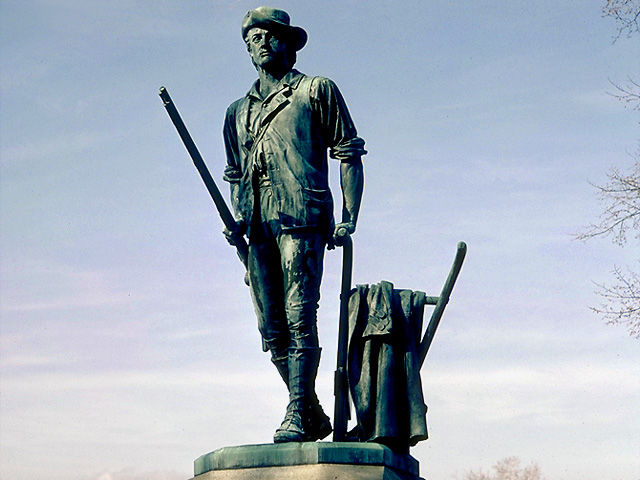
매사추세츠주 콩코드의 《미닛맨》 (1874년)
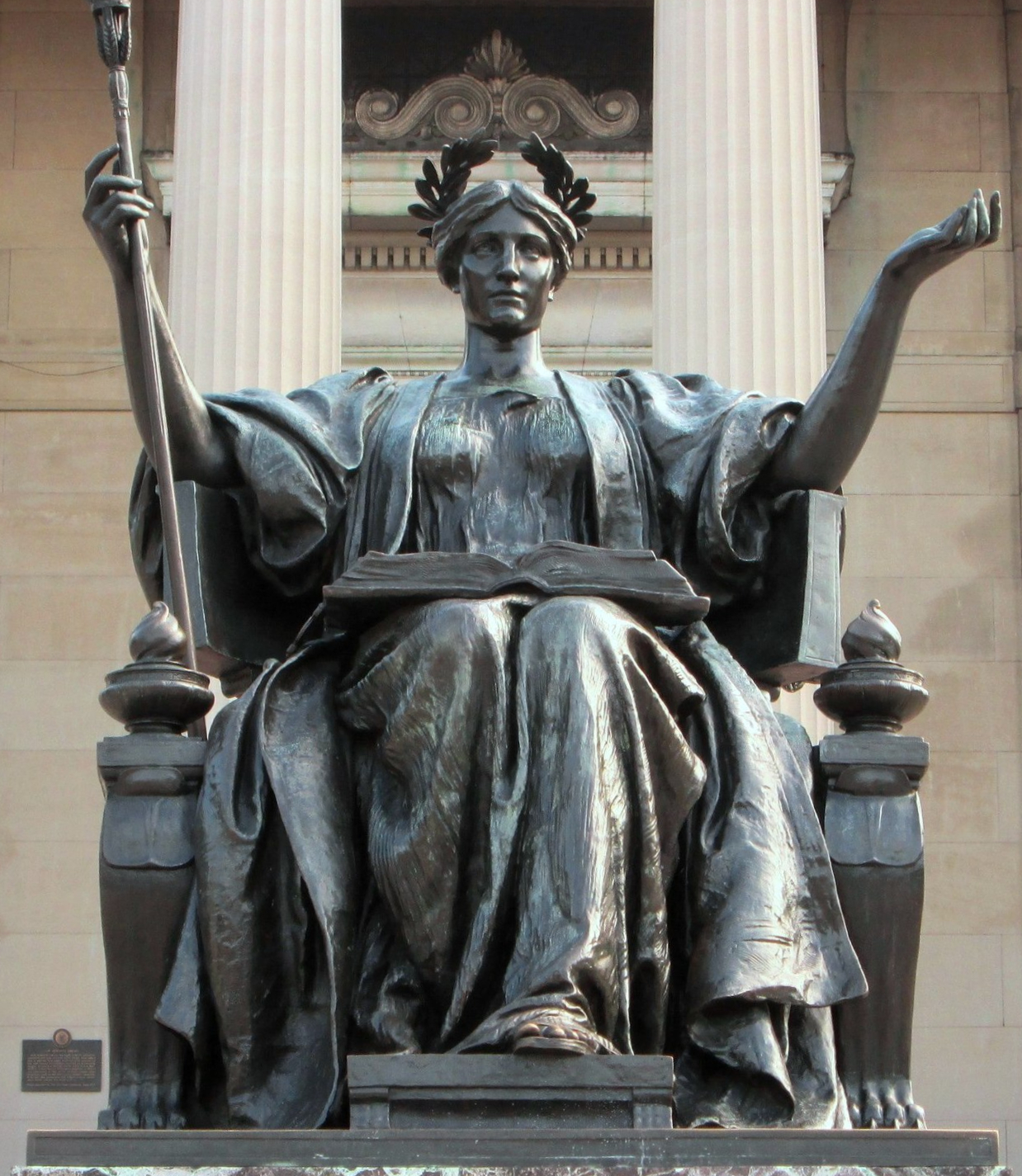
뉴욕 맨해튼 컬럼비아 대학교의 《알마 마터 조각상》 (1903년)

- 매사추세츠주 콩코드의 《미닛맨》 (1874년)
- Bust of Major General William Francis Bartlett at Memorial Hall at Harvard University in Cambridge, Massachusetts (1881)
- Statue of John Harvard at Harvard Yard at Harvard University (1884)
- Lewis Cass, National Statuary Hall, Washington, D.C. (1889)
- Thomas Hopkins Gallaudet and Alice Cogswell (1889), Gallaudet University, Washington, D.C.
- Thomas Starr King monument San Francisco, California (1891)
- Statue of The Republic, the colossal centerpiece of the World's Columbian Exposition, Chicago, 1893. His 24-foot gilt-bronze reduced version made in 1918 survives in Chicago.[18]
- John Boyle O'Reilly Memorial, intersection of Boylston Street and the Fenway in Boston (1897)
- Rufus Choate memorial, Old Suffolk County Court House, in Boston, (1898)
- Richard Morris Hunt Memorial, on the perimeter wall of Central Park, at Fifth Avenue at 70th Street, opposite the Frick Collection in New York City (1900)
- Commodore George H. Perkins Monument at the New Hampshire State House, Concord, New Hampshire (1902)
- Alma Mater (1903), on the campus of Columbia University in New York City
- Statue of Wendell Phillips, Public Garden in Boston
- The Four Continents – Asia, America, Europe, and Africa, a group of four statues outside the National Museum of the American Indian at the Alexander Hamilton U.S. Custom House, Manhattan, NYC (1907)
- George Robert White Memorial, Public Garden in Boston
- Statue of Samuel Spencer, first president of Southern Railway, located in front of Goode Building (Norfolk Southern offices) on Peachtree Street in Midtown Atlanta, Georgia (1910)
- August Meyer Memorial, 10th and The Paseo, Kansas City, Missouri (1909)
- James Oglethorpe Monument, Chippewa Square, Savannah, Georgia (1910)
- Standing Lincoln at the Nebraska State Capitol, Lincoln, Nebraska (1912)
- Brooklyn and Manhattan, seated figures from the Manhattan Bridge, Brooklyn Museum in Brooklyn, New York City (1915)
- Minuteman, Henry Bacon designer, Jno. Williams, Inc. (NY) founder, Danville, Illinois. (1915)
- The Spirit of Life, memorial to Spencer Trask, in Saratoga Springs, New York, at Congress Park (1915)
- Abraham Lincoln in the Lincoln Memorial (1914–22), executed by the Piccirilli Brothers.[19]
- The Weaver, outside the Peace Dale Library in South Kingstown, Rhode Island (1919)[20]
- Marquis de Lafayette Memorial, on the perimeter of Prospect Park (Brooklyn), at 9th Street and Prospect Park West in Brooklyn, New York City (1917)
- Samuel Francis du Pont Memorial Fountain, 듀폰트서클, Washington D.C. (1921)
- Alfred Tredway White Memorial, Brooklyn Botanic Garden, Henry Bacon architect (1921)
- Russell Alger Memorial Fountain, Grand Circus Park, Detroit, Michigan (1921)
- Marquis de Lafayette Statue, Lafayette College campus, Easton, Pennsylvania (1921)
- Gale Park War Memorial & Park, Exeter, New Hampshire (1922)
- Bust of Washington Irving and reliefs of Boabdil and Rip Van Winkle for the Washington Irving Memorial, Irvington, New York (1927)
- Beneficence, Ball State University in Muncie, Indiana (1930)
- William Henry Seward Memorial in Florida, New York (1930)[21]
- Death and the Wounded Soldier aka Death and Youth, The Chapel of Saint Peter and Saint Paul, St. Paul's School, Concord, New Hampshire
- James Woods, "Uncle Jimmy" Green, University of Kansas, Lawrence, Kansas (1924)
- Gen. William Franklin Draper, Draper Memorial Park, Milford, Massachusetts (1912)